# مرسدس بنز (ترانه)
«مرسدس بنز» (به انگلیسی: Mercedes Benz) یک آکاپلا از جنیس جاپلین است. این ترانه که در نقد مصرف‌گرایی نوشته شده، آخرین قطعه‌ای است که جاپلین ۳ روز پیش از مرگش ضبط کرده‌است. نسخهٔ اصلی این قطعه که جاپلین آن را به‌صورت تفننی در استودیو ضبط کرده با هیچ سازی همراه نمی‌شود اما نسخه‌ای دیگر از آن هم وجود دارد که در اوت ۱۹۷۰ و در آخرین کنسرت جاپلین با گروه تیلت بوگی بند اجرا شده‌است.

## ساخت و محتوا
خلق «مرسدس بنز» کاملاً تصادفی و طی یک بداهه‌سرایی بین جاپلین و دوست ترانه‌سرایش باب نیوورتس در یک بار در پورت چستر نیویورک در اوت ۱۹۷۰ اتفاق افتاد. ترانه با الهام از سطر اول یک شعر از سروده‌های مایکل مک‌کلور نوشته شده و متن آن یک دعای طعنه‌آمیز به درگاه پروردگار برای داشتن یک ماشین اسپورت، یک تلویزیون رنگی و یک شب گردش در شهر است.
«مرسدس بنز» به‌این‌شکل آغاز می‌شود: «پروردگارا! برای من یک مرسدس بنز نمی‌خری؟ همهٔ دوستام پورشه سوار می‌شن/باید حتماً تلافی کنم/همهٔ عمرم جون کندم/ کمکی از دوستانم ندارم/ بنابراین، پروردگارا! آیا مقدور هست یک مرسدس بنز برای من بخری؟» «مرسدس بنز» یک حملهٔ طنزآمیز به جهان تحت کنترل سرمایه و سود است و به عنوان نماد اعتراض به فرهنگ مصرف‌گرایی آمریکایی‌ها در دههٔ ۶۰ میلادی شناخته می‌شود. در سال ۱۹۹۵ خواهر کوچک‌تر جاپلین (لورا) بدون توجه به نیت جاپلین از این ترانه، اجازهٔ استفادهٔ تجاری از آن را به کمپانی مرسدس بنز داد و آن‌ها ترانهٔ «مرسدس بنز» را در تبلیغات تلویزیونی دو سدان لوکس سری ئی و سی آن شرکت استفاده کردند.
جاپلین در ۱ اکتبر ۱۹۷۰ -دو ماه پس از آن بده بستان شعری که به خلق «مرسدس بنز» انجامید- این قطعه را در استودیو ضبط کرد و ۳ روز بعد بر اثر مصرف بیش از حد هروئین در یک مُتِل در لس آنجلس درگذشت. جان کوک (مدیر برنامهٔ جاپلین) جسد او را در حالی پیدا کرد که بیرون مُتِل خودروی معروف جاپلین پارک شده‌بود؛ یک پورشه که با طرحی سایکدلیک رنگ‌آمیزی شده بود و از نمادهای ضد مصرف‌گرایی به‌شمار می‌رود. روی تمام بدنهٔ این خودرو، تصاویر رنگارنگ منظره، پرندگان، پروانه، یک چشم معلق، قارچ و جمجمهٔ آدمیزاد نقاشی شده‌است.